# Alt Zauche-Wußwerk
Alt Zauche-Wußwerk (in basso sorabo Stara Niwa-Wózwjerch) è un comune di 470 abitanti del Brandeburgo, in Germania.

Appartiene al circondario di Dahme-Spreewald ed è parte dell'Amt Lieberose/Oberspreewald.

## Società

### Evoluzione demografica
| Anno | Abitanti |
| ---- | -------- |
| 1875 | 973      |
| 1890 | 856      |
| 1910 | 801      |
| 1925 | 758      |
| 1933 | 755      |
| 1939 | 748      |
| 1946 | 1 117    |
| 1950 | 1 029    |
| 1964 | 790      |
| 1971 | 715      |

| Anno | Abitanti |
| ---- | -------- |
| 1981 | 663      |
| 1985 | 650      |
| 1989 | 645      |
| 1990 | 640      |
| 1991 | 634      |
| 1992 | 676      |
| 1993 | 746      |
| 1994 | 735      |
| 1995 | 723      |
| 1996 | 633      |

| Anno | Abitanti |
| ---- | -------- |
| 1997 | 634      |
| 1998 | 633      |
| 1999 | 644      |
| 2000 | 628      |
| 2001 | 612      |
| 2002 | 619      |
| 2003 | 636      |
| 2004 | 610      |
| 2005 | 602      |
| 2006 | 590      |

| Anno | Abitanti |
| ---- | -------- |
| 2007 | 589      |
| 2008 | 573      |
| 2009 | 558      |
| 2010 | 551      |
| 2011 | 523      |
| 2012 | 522      |
| 2013 | 515      |
| 2014 | 506      |
| 2015 | 502      |